# Ariel Lascarro Tapia

Bischofswappen von Ariel Lascarro Tapia

Ariel Lascarro Tapia (* 3. November 1967 in El Carmen de Bolívar) ist ein kolumbianischer Geistlicher und römisch-katholischer Bischof von Magangué.

## Leben
Ariel Lascarro Tapia empfing am 22. Oktober 1994 das Sakrament der Priesterweihe für das Erzbistum Cartagena.
Am 21. November 2014 ernannte ihn Papst Franziskus zum Bischof von Magangué. Der Erzbischof von Cartagena, Jorge Enrique Jiménez Carvajal CIM, spendete ihm am 17. Januar 2015 die Bischofsweihe; Mitkonsekratoren waren der Apostolische Nuntius in Kolumbien, Erzbischof Ettore Balestrero, und der emeritierte Erzbischof von Cartagena, Carlos José Ruiseco Vieira. Die Amtseinführung fand am 24. Januar 2015 statt.